# 1265
1265 (MCCLXV) fue un año común comenzado en jueves del calendario juliano.

## Acontecimientos
- Conquista cristiana de Alicante y Elche, en manos musulmanas, por Alfonso X de Castilla.
- El rey Alfonso X de Castilla ataca Granada, que había interrumpido el vasallaje y el pago de parias a Castilla.
- Tomás de Aquino comienza la Summa Theológica.
- Clemente IV sucede a Urbano IV como papa.
- Victoria de Enrique III en la batalla de Evesham.

## Nacimientos
- Dante Alighieri. Poeta italiano, autor de La Divina Comedia.
- Alfonso III, rey de Aragón

## Fallecimientos
- 24 de febrero - Roger IV, conde de Foix.
- Hulagu, nieto de Gengis Kan y fundador de la dinastía Iljanato.